# Isla Rábida
Isla Rábida är en ö i Ecuador.   Den ligger i provinsen Galápagos, i den västra delen av landet, 1 400 km väster om huvudstaden Quito. Arean är 4,9 kvadratkilometer.
Terrängen på Isla Rábida är lite kuperad. Öns högsta punkt är 344 meter över havet. Den sträcker sig 3,2 kilometer i nord-sydlig riktning, och 2,6 kilometer i öst-västlig riktning.